# Прапор Вертіївки (Ніжинський район)
Прапор Вертіївки — офіційний символ села Вертіївка, Ніжинського району Чернігівської області. Затверджений в 2017 році. Автори - начальник відділу культури і туризму М. Ярмоленко, директор музею М. Вертюка, громадський діяч, член спілки краєзнавців України М. Череп. Консультації щодо створення герба та прапора з урахуванням рекомендацій та побажань надав Олександр Лісниченко член Українського геральдичного товариства.

## Опис
Прапор—квадратне полотнище синього кольору, на якому два перехрещені білі пірначі, над якими семипроменева біла зірка. У чотирьох кутах полотнища жовті дубові гілки з жолудями.

## Символіка
Прапор с. Вертіївки містить частково ті ж символи, що й герб села. Два перехрещені полковницькі пірначі вгорі вказують на статус Вертіївки як сотенного містечка в часи козаччини в складі Ніжинського козацького полку та належність до рангових маєтностей Ніжинських полковників. Срібна зірка символізує героїзм і доблесть уродженців Вертіївки в різні історичні часи.
Крім того, на прапорі зображено дубові гілки, які традиційно означають мужніть, силу, довголіття, символ зрілої сили. Дуб із прадавніх часів був священним деревом східних свов’ян – царем лісів і символом бога грози і блискавки Перуна. Оскільки село Вертіївка з усіх боків оточена лісами, де з листяних переважає дуб.
Прапор має квадратну форму, оскільки саме така форма рекомендується Українським геральдичним товариством як найдавніша і найбільш традиційна для міст України.
Крім того, квадратна форма прапора більш доцільна з таких міркувань – вона чітко вирізняє прапор міста від інших прапорів (державних, обласних, корпоративних, політичних тощо), і зручніша у використання, оскільки може кріпитися як на вертикальному, так і на горизонтальному древку, завдяки чому всі елементи прапора добре видно, наприклад, у сесійній залі сільської ради.